# 铁路大院街道
铁路大院街道，是中华人民共和国河北省邯郸市复兴区下辖的一个乡镇级行政单位。1981年3月从原胜利桥公社分出成立，辖区内有邯郸钢铁厂、纺织机械厂，北京局集团邯郸机务段、石家庄建筑段邯郸建筑车间、邯郸电务段等单位:158。

## 行政区划
铁路大院街道下辖以下地区：
铁西南社区、孟仵社区、军营路社区、九一社区和铁路大院社区。